# Camp de Túria
Camp de Túria (em valenciano e oficialmente) ou Campo de Turia (em castelhano) é uma comarca da Comunidade Valenciana, na Espanha. Está localizada na província de Valência e sua capital é Llíria. Limita com as comarcas de Hoya de Buñol, Camp de Morvedre, Horta Nord, Horta Oest, Los Serranos e Alto Palancia.

## Municípios
| Município                | População | Área   | Densidade |
| ------------------------ | --------- | ------ | --------- |
| La Pobla de Vallbona     | 22.994    | 33,10  | 694,68    |
| Llíria                   | 22.745    | 227,98 | 99,77     |
| Bétera                   | 22.349    | 75,10  | 297,59    |
| Riba-roja de Túria       | 21.391    | 57,49  | 372,08    |
| L'Eliana                 | 17.436    | 8,77   | 1.988,14  |
| Benaguasil               | 10.936    | 25,40  | 430,55    |
| Vilamarxant              | 9.208     | 71,08  | 129,54    |
| San Antonio de Benagéber | 7.981     | 8,74   | 913,16    |
| Náquera                  | 6.204     | 38,71  | 160,27    |
| Serra                    | 3.142     | 57,29  | 54,84     |
| Casinos                  | 2.785     | 41,48  | 67,14     |
| Benisanó                 | 2.233     | 2,28   | 979,39    |
| Loriguilla               | 1.953     | 72,40  | 26,98     |
| Marines                  | 1.859     | 35,72  | 52,04     |
| Olocau                   | 1.670     | 37,40  | 44,65     |
| Gátova                   | 364       | 30,41  | 11,97     |